# Campeonato Mundial de Corfebol de 1978
O Campeonato Mundial de Corfebol de 1978 foi a primeira edição da competição, realizada nas cidades de Assen, Nuenen e Amsterdam, nos Países Baixos, entre os dias 6 e 11 de Novembro. Participaram da competição, ao todo, 8 equipes.

## Tabela
Legenda
| P = Pontos J = Jogos V = Vitória (2 pontos) D = Derrota |  | KM = Korfs marcados KS = Korfs sofridos S = Saldo de korfs |  |  |

| Grupo A            | P | J | V | D | KM | KS | S   |
| ------------------ | - | - | - | - | -- | -- | --- |
| Países Baixos      | 6 | 3 | 3 | 0 | 63 | 10 | +53 |
| Alemanha Ocidental | 4 | 3 | 2 | 1 | 17 | 27 | -10 |
| Estados Unidos     | 2 | 3 | 1 | 2 | 25 | 35 | -10 |
| Espanha            | 0 | 3 | 0 | 3 | 14 | 47 | -33 |

| 6 de Novembro de 1978 |     |                    |       |
| Estados Unidos        | 6–7 | Alemanha Ocidental | Assen |
|                       |     |                    | Assen |

| 6 de Novembro de 1978 |      |         |       |
| Países Baixos         | 26-2 | Espanha | Assen |
|                       |      |         | Assen |

| 7 de Novembro, 1978 |      |                |       |
| Países Baixos       | 20-6 | Estados Unidos | Assen |
|                     |      |                | Assen |

| 7 de Novembro, 1978 |     |         |       |
| Alemanha Ocidental  | 8-4 | Espanha | Assen |
|                     |     |         | Assen |

| 8 de Novembro de 1978 |      |               |       |
| Alemanha Ocidental    | 2-17 | Países Baixos | Assen |
|                       |      |               | Assen |

| 8 de Novembro de 1978 |      |                |       |
| Espanha               | 8-13 | Estados Unidos | Assen |
|                       |      |                | Assen |

| Grupo B          | P | J | V | D | KM | KS | S   |
| ---------------- | - | - | - | - | -- | -- | --- |
| Bélgica          | 6 | 3 | 3 | 0 | 70 | 10 | +60 |
| Reino Unido      | 4 | 3 | 1 | 2 | 47 | 25 | -32 |
| Papua-Nova Guiné | 2 | 3 | 1 | 2 | 32 | 42 | -10 |
| Luxemburgo       | 0 | 3 | 1 | 2 | 6  | 78 | -72 |

| 6 de Novembro de 1978 |      |            |        |
| Bélgica               | 26-2 | Luxemburgo | Nuenen |
|                       |      |            | Nuenen |

| 6 de Novembro de 1978 |      |             |        |
| Papua-Nova Guiné      | 3-16 | Reino Unido | Nuenen |
|                       |      |             | Nuenen |

| 7 de Novembro de 1978 |      |             |        |
| Luxemburgo            | 1-28 | Reino Unido | Nuenen |
|                       |      |             | Nuenen |

| 7 de Novembro de 1978 |      |         |        |
| Papua-Nova Guiné      | 5-23 | Bélgica | Nuenen |
|                       |      |         | Nuenen |

| 8 de Novembro de 1978 |      |                  |        |
| Luxemburgo            | 3-24 | Papua-Nova Guiné | Nuenen |
|                       |      |                  | Nuenen |

| 8 de Novembro de 1978 |      |             |        |
| Bélgica               | 21-3 | Reino Unido | Nuenen |
|                       |      |             | Nuenen |

## Segunda Fase

### Decisão do 5º-8º lugar
| 10 de Novembro de 1978 |      |                  |           |
| Espanha                | 12-7 | Papua-Nova Guiné | Amsterdam |
|                        |      |                  | Amsterdam |

| 10 de Novembro de 1978 |      |            |           |
| Estados Unidos         | 18-1 | Luxemburgo | Amsterdam |
|                        |      |            | Amsterdam |

### Decisão do 7º lugar
| 11 de Novembro de 1978 |      |            |           |
| Papua-Nova Guiné       | 12-3 | Luxemburgo | Amsterdam |
|                        |      |            | Amsterdam |

### Decisão do 5° lugar
| 11 de Novembro de 1978 |      |                |           |
| Espanha                | 7-11 | Estados Unidos | Amsterdam |
|                        |      |                | Amsterdam |

### Semi-finais
| 10 de Novembro de 1978 |      |             |           |
| Países Baixos          | 23-6 | Reino Unido | Amsterdam |
|                        |      |             | Amsterdam |

| 10 de Novembro de 1978 |      |         |           |
| Alemanha Ocidental     | 3-24 | Bélgica | Amsterdam |
|                        |      |         | Amsterdam |

## Decisão do 3° lugar
| 11 de Novembro de 1978 |                  |                    |           |
| Reino Unido            | 14-14 (pro)15-20 | Alemanha Ocidental | Amsterdam |
|                        |                  |                    | Amsterdam |

## Final
| 11 de Novembro de 1978 |                  |         |           |
| Países Baixos          | 10-10 (pro)14-13 | Bélgica | Amsterdam |
|                        |                  |         | Amsterdam |

| Campeonato Mundial de Corfebol 1978 |
| ----------------------------------- |
| PAÍSES BAIXOS Campeão (1º título)   |

## Classificação final
| Equipe               | Equipe |
| -------------------- | ------ |
| 1 Países Baixos      |        |
| 2 Bélgica            |        |
| 3 Alemanha Ocidental |        |
| 4 Reino Unido        |        |
| 5 Estados Unidos     |        |
| 6 Espanha            |        |
| 7 Papua-Nova Guiné   |        |
| 8 Luxemburgo         |        |